# دیو و دلبر: کریسمس سحرانگیز
دیو و دلبر: کریسمس سحرانگیز (انگلیسی: Beauty and the Beast: The Enchanted Christmas) یک فیلم موزیکال به کارگردانی اندی نایت است که در سال ۱۹۹۷ منتشر شد.

## خلاصه داستان
«بل» برخلاف خواسته‌های «دیو»، قصر را آماده کریسمس کرده و تلاش می‌کند شادی را در این فصل به ارمغان بیاورد. «فورت» می‌ترسد کارهای «بل» در نهایت به نفرین پایان دهد و…